# Liste der Mitglieder der National Academy of Sciences/1968
Im Jahr 1968 wählte die National Academy of Sciences der Vereinigten Staaten 59 Personen zu ihren Mitgliedern.

## Neugewählte Mitglieder
- Kenneth J. Arrow (1921–2017)
- Myron L. Bender (1924–1988)
- Robert W. Berliner (1915–2002)
- Richard B. Bernstein (1923–1990)
- Marland P. Billings (1902–1996)
- Garrett Birkhoff (1911–1996)
- Bart J. Bok (1906–1983)
- Norman E. Borlaug (1914–2009)
- Erwin Bünning (1906–1990)
- Alberto P. Calderon (1920–1998)
- Morris Cohen (1911–2005)
- Jacques-Yves Cousteau (1910–1997)
- Emmanuel Fauré-Fremiet (1883–1971)
- Gottfried S. Fraenkel (1901–1984)
- Thomas Gold (1920–2004)
- William E. Gordon (1918–2010)
- Ragnar Granit (1900–1991)
- Verne Grant (1917–2007)
- James B. Griffin (1905–1997)
- Karl Habel (1908–1981)
- Louis Henyey (1910–1970)
- W. Conyers Herring (1914–2009)
- Gerhard Herzberg (1904–1999)
- Robert W. Holley (1922–1993)
- Rudolph Kompfner (1909–1977)
- Rita Levi-Montalcini (1909–2012)
- Edward B. Lewis (1918–2004)
- H. Christopher Longuet-Higgins (1923–2004)
- Alexander Luria (1902–1977)
- Thomas F. Malone (1917–2013)
- H. William Menard, Jr. (1920–1986)
- Robert K. Merton (1910–2003)
- Matthew S. Meselson (* 1930)
- Jacques Monod (1910–1976)
- Arthur B. Pardee (1921–2019)
- William Prager (1903–1980)
- Henry Primakoff (1914–1983)
- Hermann Rahn (1912–1990)
- L. James Rainwater (1917–1986)
- John H. Reynolds (1923–2000)
- Stuart A. Rice (1932–2024)
- S. Dillon Ripley (1913–2001)
- Howard K. Schachman (1918–2016)
- George S. Schairer (1913–2004)
- Carl Ludwig Siegel (1896–1981)
- Isadore M. Singer (1924–2021)
- Richard L. Solomon (1918–1995)
- George F. Sprague (1902–1998)
- Adrian M. Srb (1917–1997)
- Edward A. Steinhaus (1914–1969)
- Eliot Stellar (1919–1993)
- Valentine L. Telegdi (1922–2006)
- David Turnbull (1915–2007)
- O. Frank Tuttle (1916–1983)
- Jerome Vinograd (1913–1976)
- John W. Wells (1907–1994)
- J. Tuzo Wilson (1908–1993)
- Paul C. Zamecnik (1912–2009)
- Eugene E. van Tamelen (1925–2009)